# Федоскино (Марий Эл)
Федо́скино (мар. Ведесола) — деревня в Медведевском районе Республики Марий Эл. Входит в сельское поселение «Знаменское».

## География
Находится в центральной части Марий Эл, в 2 км к юго-востоку от посёлка Знаменский и в 8—9 км к востоку от центра Йошкар-Олы, при реке Семёновка.

## История
С 2004 года входит в состав муниципального образование «Знаменское», согласно Закону Республики Марий Эл от 18 июня 2004 года № 15-З.

## Население
| 2010 | 2011 | 2012 | 2013 | 2017 | 2020 |
| ---- | ---- | ---- | ---- | ---- | ---- |
| 83   | ↗92  | ↗99  | ↗118 | ↘112 | ↗130 |

## Инфраструктура
Личное подсобное хозяйство.

## Транспорт
Асфальтовое покрытие.
Маршрут 4п